# Claude Poirier (Québec)
Pour les articles homonymes, voir Poirier (homonymie) et Claude Poirier.
 (décembre 2012).
Si vous disposez d'ouvrages ou d'articles de référence ou si vous connaissez des sites web de qualité traitant du thème abordé ici, merci de compléter l'article en donnant les références utiles à sa vérifiabilité et en les liant à la section « Notes et références ».
Claude Poirier est un négociateur lors de prises d'otages et d'enlèvements, ainsi qu'un chroniqueur judiciaire québécois né le 26 octobre 1938 à Montréal.

## Biographie
Sa carrière de chroniqueur judiciaire commence le 11 août 1960, à Montréal, lors d’un vol à main armée à la Caisse populaire du Sault-au-Récollet sur les ondes de CJMS.
Au total, trois livres ont été écrits au sujet de la vie/carrière de Claude Poirier : Otages, Sur la corde raide, 10-4.

### Carrière radiophonique
Jusqu'à la fin 2013, il livrait ses commentaires sur des affaires criminelles avec Paul Arcand et Paul Houde au 98,5 FM et à CKOI-FM 96,9, deux stations de radio montréalaises. 
En 2016, il participe à des chroniques à Radio X, anime une série d'émissions à Historia Poirier Enquête et présente des documentaires Secrets judiciaires sur le canal Investigation (2016-2017).

### Carrière télévisuelle
En 1964, Claude Poirier fait ses débuts à la télévision à Télé-Métropole.
Il livre également ses commentaires au bulletin de nouvelles TVA 17 heures, animé par Pierre Bruneau, ainsi qu'à l'émission Salut Bonjour, également du Groupe TVA. Il a également été un collaborateur de la revue d'affaires criminelles Allô Police.
Ses expériences ont servi de matériel pour créer Le Négociateur, un feuilleton télévisé québécois inspiré de sa carrière. Certains disent justement pour cette émission que ses sources sont douteuses et mettent sa crédibilité en jeu, dont à Bazzo.tv. Seuls les évènements judiciaires qui se retrouvent dans la série sont réels, le restant étant de la fiction ou du « bonbon rose-nanane », comme dirait Poirier. La première saison a été diffusée à l'hiver 2005, la deuxième à l'automne 2006 et la troisième à l'hiver 2008.
Chaque matin, sur LCN, il animait Le Vrai Négociateur, émission quotidienne d'une heure où il commentait les sujets chauds du domaine judiciaire et policier. Avant son émission du matin à LCN, il était présent à l'émission matinale Salut Bonjour pour parler du contenu de son émission. En 2007, Claude Poirier a animé une émission sur les ondes de TVA, Qui a tué ?, en compagnie du journaliste Jean-François Guérin. 
En 2014, Claude Poirier se retire des ondes à la suite de problèmes de santé et des conseils de ses médecins.

### Communicateur sur internet
En mai 2020, Claude Poirier commence à animer une émission quotidienne sur Facebook nommée Poirier En Direct. La crise du Covid-19 fut le motif de départ de cette émission.

### Négociateur en collaborateur à des enquêtes
À partir des années 1970, grâce à sa réputation, il est sollicité pour intervenir comme négociateur dans des enlèvements et prises d’otages au Québec. Il a aussi négocié au nom de différents criminels qui se sont rendus à la police. Avant 1980, il n'est pas rare qu'il soit, dans de grosses affaires, réclamé par des criminels recherchés.
Poirier a aussi apporté une grande aide dans la recherche liée à la disparition de Cédrika Provencher, disparue depuis le 31 juillet 2007.

## Récompenses
Pour souligner ses talents de négociateur, le Gouvernement du Canada lui remet la médaille de la bravoure en 1977. Le Gouvernement du Québec lui remit également cinq citations d'honneur.

## Sources
- Le Journal de Montréal, Claude Poirier célèbre ses 45 ans de métier, 12 août 2005, p. 46.
- « http://tva.canoe.ca/artistes/claude-poirier »(Archive.org • Wikiwix • Archive.is • Google • Que faire ?), TVA
- « Claude Poirier », sur Boîte de Pandore (version du 26 mars 2011 sur Internet Archive)
- B.J., « Claude Poirier  : Otages », sur Voir, 10 mars 2005 (consulté le 2 septembre 2020)